# El Saucito, Querétaro Arteaga
El Saucito är en ort i Mexiko.   Den ligger i kommunen Tolimán och delstaten Querétaro Arteaga, i den centrala delen av landet, 190 km nordväst om huvudstaden Mexico City. El Saucito ligger 1 976 meter över havet och antalet invånare är 141.
Terrängen runt El Saucito är huvudsakligen kuperad, men norrut är den bergig. Runt El Saucito är det ganska glesbefolkat, med 28 invånare per kvadratkilometer. Närmaste större samhälle är Colón, 16,7 km söder om El Saucito. Trakten runt El Saucito består i huvudsak av gräsmarker.